# Хід короля
Хід короля — німецько-австрійська історична драма 2021 року. Режисер Філіп Штольцль; сценарист Ельдар Григорян. Продюсер Тобіас Валькер та Філіпп Ворм. Екранізація роману «Шахова новела» Стефана Цвейга. Світова прем'єра відбулася 29 серпня 2021 року; прем'єра в Україні — 2 грудня 2021-го.

## Про фільм
Весна 1938 року. Під час втечі з окупованої нацистами Австрії Йозев потрапляє під арешт. Опинившись в одиночній камері, він втрачає зв'язок із світом. Якось йому вдається вкрасти у тюремників книгу про шахи. Ця гра стає для Йозева порятунком.

## Знімались
| Актор               | Роль |
| ------------------- | ---- |
| Клеменс Берндорф    |      |
| Самуель Фінці       |      |
| Луїза-Селіна Гафрон |      |
| Рольф Лассгорд      |      |
| Андреас Луст        |      |
| Олівер Масуччі      |      |
| Пауль Матіч         |      |
| Лукас Міко          |      |
| Біргіт Мініхмайр    |      |
| Маресі Рігнер       |      |
| Альбрехт Шуч        |      |
| Себастьян Вінклер   |      |
| Йоганнес Цайлер     |      |